# Florentino Soria
Florentino Soria Heredia (Gijón, 15 de junio de 1917 - Madrid, 2 de junio de 2015) fue un guionista y escritor cinematográfico y, ocasionalmente, actor español. Profesor de la Escuela Oficial de Cinematografía, dirigió la Filmoteca Española desde 1970 a 1984.

## Biografía
Nació en Gijón en junio de 1917, hijo del pedagogo y escritor tradicionalista Florentino Soria López. Se licenció en Filosofía y Letras por la Universidad de Oviedo y, en Madrid, se tituló en Periodismo (1946) y, por el Instituto de Investigaciones y Experiencias Cinematográficas (I.I.E.C.), en Dirección (1951). Fue funcionario del Cuerpo General Técnico de la Administración Civil del Estado y colaborador del semanario El Español. 
En el mencionado I.I.E.C., en el que llegó al cargo de subdirector, y en su sucesora la Escuela Oficial de Cinematografía (E.O.C.), enseñó Guion a lo largo de un total de 18 años. Se inicia como guionista en 1950, con Cerco de ira, una película inacabada de Carlos Serrano de Osma, donde colaboraron igualmente sus amigos Juan Antonio Bardem, Agustín Navarro y Luis García Berlanga. Para este último, se puso delante de la cámara en pequeños papelitos en La escopeta nacional (1977), "Nacional III" (1982) y Moros y cristianos (1987), y también ha participado en calidad de actor en la serie televisiva de Javier Maqua Muerte a destiempo, además de en películas de otros directores, concretamente en Atilano, presidente (1998, Santiago Aguilar y Luis Guridi), "Muertos de risa" (1999, Álex de la Iglesia), "Mataharis"  (2007, Icíar Bollaín) y "Mortadelo y Filemón. Misión: salvar la Tierra" (de 2007 y dirigida por Miguel Bardem, hijo de Juan Antonio). En 1961 obtuvo el premio del Sindicato Nacional del Espectáculo por el guion "El rey Baltasar, debido a él junto a Leonardo Martín y Joaquín Gurruchaga, que terminaría rodándose con el título de "El hombre del expreso de Oriente" (1967, F. Borja Moro). 
Entre 1962 y 1967, durante la etapa en la que al frente de la Dirección General se encontraba José María García Escudero, ocupó el puesto de Subdirector General de Cinematografía y Teatro. Florentino Soria, además, fundó diversos cine-clubes, realizó algunos cortos en 16 mm y ejerció de crítico y escritor sobre cine en las publicaciones La Estafeta Literaria, El Cine, Finisterre, Índice, Arriba y Film Ideal. 
Es autor de libros monográficos acerca de Juan Mariné y de José María Forqué, ha impartido cursos de Historia del Cine en la Facultad de Ciencias de la Información de la Universidad Complutense, de Madrid, y en 1984 estuvo en la dirección de la Seminci, la Semana Internacional de Cine de Valladolid. La Academia de las Artes y las Ciencias Cinematográficas de España le concedió su Medalla de Oro en 1996. Otras de las intervenciones co-guionísticas suyas: "Tirma" (1954, dirigida por Paolo Moffa y Carlos Serrano de Osma, coproducción España-Italia), Calabuch (1956, Berlanga, España-Italia), "La vida alrededor" (1959, Fernando Fernán Gómez), "Los tres etcéteras del coronel" (1959, Claude Boissol, España-Francia-Italia), "El vagabundo y la estrella" (1960, Mateo Cano y José Luis Merino), Martes y trece (1961, Pedro Lazaga, España-Portugal), "La banda de los ocho" (1961, Tulio Demicheli), "El otro árbol de Guernica" (1969, Pedro Lazaga), La orilla (1970, Luis Lucia), "La cera virgen" (1971, José María Forqué)...

## Filmografía

### Guionista
- 1948: Paseo por una guerra antigua
- 1954: La principessa delle Canarie
- 1956: Calabuch
- 1959: La vida alrededor
- 1960: El vagabundo y la estrella
- 1962: La banda de los ocho
- 1969: El otro árbol de Guernica
- 1970: Reza por tu alma... y muere
- 1971: La orilla
- 1972: La cera virgen